# DECC (métro de Doha)
DECC (en arabe : مركز المعارض) est une station sur la Ligne Rouge du Métro de Doha. Elle est ouverte en 2019.

## Histoire
La station est mise en service le 8 mai 2019.

## Services aux voyageurs

### Intermodalité
- Metrolink : M105 (Al Dafna)
- Metroexpress : Onaiza 63 & 65, Al Dafna 60&61, Al Jazi Gardens, Ministry of Transport and Communications, Sheraton Park, Corniche, Ashghal, Qatar Financial Center, New Onaiza Park, The Lebanese School, Qatar International School, Lycée Bonaparte, Indian Embassy

## À proximité
- Doha Exhibition and Convention Center